# Эццелино II да Романо
Эццелино II да Романо или Эццелино Монах (итал. Ezzelino da Romano; ?, Романо-д’Эццелино — 1235) — политический деятель средневековой Италии, сеньор Романо-д’Эццелино, Кастелло, Томболо и Бассано. Годы правления Эццелино II отмечены интригами и заговорами, а также войнами против соперника Аццо VI д’Эсте.

## Биография
Эццелино II да Романо был сыном Эццелино I да Романо. В 1199 году падуанцы захватили и разорили родовое гнездо Эццелино — замок Онора. После этого резиденция Эццелино II была перенесена в Романо-д’Эццелино. В 1209 году Эццелино II да Романо поддержал императора Священной Римской империи Оттона IV, от которого в 1211 году он получил во владение Бассано.
C помощью Эццелино ди Романо императору удалось взять город Верону, марку Тревизо и стратегически важные дороги в Кремону, но в действительности его войска оставались слишком слабыми, чтобы одержать впечатляющую победу над войском Ломбардской лиги. После этого он был назначен имперским викарием.
В 1212 году он разгромил  возле Вероны войска Ломбардской лиги во главе с Аццо VI д’Эсте, который пал в этом бою. В 1214 году воевал с Венецианской республикой.
С 1191 по 1193 год был подестой Тревизо, с 1200 года Вероны, с 1211 года - Виченцы.
В 1221 году ушёл в монастырь, разделив свои владения между сыновьям Эццелино III и Альберико. Умер в 1235 году.
пожертвовал собственность « в Романо »[что?] в монастырь Санта-Крус-ди-Кампесио по уставу от декабря 1154

## Семья
Эццелино II да Романо был женат четыре раза:
1. Агнеса д’Эсте (1167) — дочь Обиццо I д’Эсте и Софии да Лендинара.
2. Спронелла Далесманни (24 декабря 1199 года), дочь Долеманно Долеманни, в браке с 1170 года.
3. Сесилия д'Абано, наследница графа Манфредо д'Абано.
4. Аделаида — дочь графа Мангоны.

Из этих четырех браков у Эццелино II было много детей, в том числе:
- Силиция
- Пальма Новелла
- Эмилия (замужем за Альберто Конти)
- София
- Эццелино III да Романо .
- Альберико да Романо.
- Кунигерда[6]